# Quiero amarte
Quiero amarte – meksykańska telenowela z 2013 roku. Wyprodukowany przez Carlos Moreno Laguillo dla Televisa.. Jest to remake meksykańskiej telenoweli Imperio de cristal wyemitowany w 1994 roku.
Telenowela jest emitowany w Meksyku przez Canal de las Estrellas od 21 października 2013 roku.

## Obsada
- Karyme Lozano - Amaya Serrano Martínez de Espinoza / Florencia Martínez de Serrano
- Cristián de la Fuente - Maximiliano “Max” Montesinos Ugarte
- Diana Bracho - Doña Lucrecia Ugarte de Montesinos
- José Elías Moreno - Don Mauro Montesinos
- Flavio Medina - César Montesinos Ugarte
- Alejandra Barros - Juliana Montesinos Carmona
- Adriana Louvier - Constanza Olazábal
- Salvador Zerboni - Horacio Espinoza
- Luz María Jerez - Eloísa Montesinos
- Olivia Bucio - Dolores Morales de Valdez
- Salvador Sánchez - Cipriano Valdez
- Cassandra Sánchez-Navarro - Flavia Montesinos Ugarte
- Hernán Canto - Lucío Montesinos Ugarte
- Ricardo Franco - Salvador Romero
- Jean Paul Leroux - Jorge de la Parra
- Otto Sirgo - Manuel Olazábal
- Tanya Vázquez - Carolina
- Renata Notni - Mariana Valdez Morales
- Andrés Mercado - Iván Fonseca
- Briggitte Bozzo - Valeria Espinoza Serrano
- Héctor Sáez - Héctor Fonseca
- Yolanda Ventura - Genoveva
- Diego Amozurrutia - Ulises Hernández
- Patricia Martínez - Chelo
- Gabriela Goldsmith - Emma
- Vanesa Restrepo - Nora
- Thelma Dorantes - Amparo
- Javier Herranz - Padre Hipólito
- Germán Gutiérrez - Alain
- Cristiane Aguinaga - Laura
- Abril Onyl - Hortensia
- Kelchie Arizmendi - Nuria
- Sebastián Llapur - Franco
- Jonnathan Kuri - Aarón Méndez
- Zadkiel Molina - Heriberto
- Elizabeth Dupeyrón - Hilda
- Roberto Ruy - Efraín
- Xorge Noble - Baldomero
- Pilar Escalante - Vera
- Alejandro Tommasi - Omar Vásquez
- Abraham Ramos - David Serrano
- Estrella Solís - Enfermera
- Mafer Lara - Alina
- Elena de Tellitu - Doña Lucrecia Ugarte de Montesinos (Joven)
- Alex Sirvent - Don Mauro Montesinos (Joven)